# 王玉梅 (1934年)
王玉梅（1934年10月28日—2022年4月13日），女，山东济南人，中国表演艺术家。曾任中国影协第五届理事，山东省文联第五届副主席等职。在她从影的半个多世纪里，创造出许多位不同个性的母亲形象。曾获得全国三八红旗手称号。

## 生平
王玉梅出生於中華民國時期的濟南市，畢業於育英中學。中华人民共和国建国后，王玉梅进入中国人民解放军济南市职工学校担任文化干事，并由此走上了舞台。1950年后，她相继在济南警备政治部文工团、步兵九十七师文工队、山东军区政治部文工团当演员；1955年转到山东省话剧团。1964年，王玉梅在电影《丰收之后》中，成功塑造了一个泼辣的农村女党支部书记的角色；从而奠定了她在普通观众当中的形象。然而，由于家庭出身的因素，在文革期间，王玉梅七年没有演戏；而复出后的第一部戏就是电影《喜盈门》。之后，她又分别在《高山下的花环》的电视剧和电影两个版中，塑造了“梁大娘”这个朴实的农村妇女形象；并获得当年的多项国内影视大奖。　
同年，在传记电影《谭嗣同》中饰演慈禧太后，她凭借该片获得第5届中国电影金鸡奖最佳女配角奖；此外，还参演了剧情电影《欧妹》。1987年，王玉梅获得新时期十年电影演员荣誉奖。
2022年4月13日于北京去世，享年87歲。

## 所获荣誉
- 1982年，提名-第二届中国电影金鸡奖最佳女配角（影片《喜盈门》）
- 1983年，获得-第二届大众电视金鹰奖最佳女配角奖（电视连续剧《高山下的花环》中饰演“梁大娘”）；
- 1983年，获得-第四届全国优秀电视剧飞天奖最佳女配角奖（电视连续剧《高山下的花环》中饰演“梁大娘”）；
- 1985年，获得-第八届电影百花奖最佳女配角奖（影片《高山下的花环》中饰演“梁大娘”）；
- 1985年，获得-第五届中国电影金鸡奖最佳女配角奖（影片《谭嗣同》中饰演“慈禧”）；
- 1992年，提名-第十二届中国电影金鸡奖最佳女配角（影片《心香》）
- 1997年，获得-第十五届中国电视金鹰奖最佳女主角（电视连续剧《儿女情长》中饰演母亲“方秀云”）。